# 松岡昌宏
松岡 昌宏（まつおか まさひろ、1977年〈昭和52年〉1月11日 - ）は、日本の俳優・タレント・ドラマー・YouTuber。バンド形態の男性アイドルグループ・TOKIOの元メンバー（ドラム担当）。北海道札幌市西区八軒出身。所属芸能事務所は株式会社TOKIOで、同社の取締役副社長・広報担当。

## 来歴
北海道札幌市西区八軒の「医療法人社団カワカミウィメンズクリニック」で生まれた。10歳まで八軒で育つ。両親の離婚を機に、母と神奈川県横浜市に移住したが、当時の生活に不満を持っており、毎日丘の上にのぼり、東京タワーを眺め、「必ず東京タワーが見えるところに住む」と思いを馳せていた。そのころにテレビで光GENJIを見て、13歳の時に自分でジャニーズ事務所に履歴書を送る。書類審査を通過してテレビ朝日のオーディション会場に呼ばれるが、当時流行していたツッパリスタイルで眉毛もないのをごまかした状態で行く、会場にいた社長のジャニー喜多川を用務員だと思って睨み返す、「ユー」と呼ばれ「ユーって誰？僕は松岡なんで、ユーはやめてください」と言い返すなど、本人も内定するわけがないと思うような態度で臨んだ。しかし、翌日には社長から内定の電話があり、1989年に事務所入りすることになる。事務所に入り、最初に住んだマンションからは東京タワーが見え、自身は「絶対このチャンスを逃してはいけない。どんなことがあってもしがみつこう」と誓った。
ジャニーズJr.として活動を始め、SMAPのバックダンサーとして結成されたSMAP学園に所属。1990年、『愛してるよ!先生』（TBS）で俳優デビュー。1994年9月21日に『LOVE YOU ONLY』でCDデビューを果たす。
2004年にはゴジラシリーズ50周年記念作品『ゴジラ FINAL WARS』で映画初主演。グローマンズ・チャイニーズ・シアターでのワールドプレミアにも出席し、ハリウッドのレッドカーペットを踏む。また、ゴジラのハリウッド・ウォーク・オブ・フェームにも参加したほか、舞台挨拶では英語でスピーチを行った。
2008年12月に、テレビドラマ『必殺仕事人2009』で共演する東山紀之と大倉忠義と3人で特別ユニット・The SHIGOTONINを結成。
2017年に、第6回コンフィデンスアワード・ドラマ賞にて『家政夫のミタゾノ』で主演男優賞を受賞し、後の舞台化作品においても主演を務めた。2019年、10月放送開始のテレビ東京連続テレビドラマ『死役所』の主演を務め、民放全局の連続ドラマの主演を制覇する。

## 人物
「松兄」という愛称で慕われている。堀越高等学校卒業。同級生にゆってぃがいる。2023年にはテレビドラマ『家政夫のミタゾノ』で共演を果たした。
サウナ通いを好む。体調管理として行ってきたが、2012年4月17日に都内のサウナ施設で脱水症状を起こし病院に緊急搬送され、当日に行われた舞台『灰色のカナリア』の製作発表を欠席した。その際、サウナに偶然居合わせた吉川晃司に介抱された。
TOKIOのプロモーションビデオやフジテレビ系テレビドラマ『0号室の客』の「Last Story ロックな男」、日本テレビ系特別テレビドラマ『もう帰って来たよ!!怪物くん全て新作SP』の「オオカミ男の嘘編」などの演出も手掛ける。
1987年放送のテレビドラマ『ママはアイドル!』を観て以来、中山美穂の大ファン。
携帯電話はフィーチャーフォン（ガラケー）を20年以上使い続け、当時は他のメンバーのグループLINEの内容を国分太一がまとめて松岡に伝えたりしていた。もともと「機械が苦手」なことが背景にあり、現金自動預払機（ATM）を使うのも苦手だという。しかし、2021年の株式会社TOKIO発足に伴い国分から「頼むからスマホを持ってくれ」と懇願され、ついにスマートフォンへ移行した。他にも物持ちは良い方で、スタッフからプレゼントされた革の財布を自ら修理しながら13年以上使ったりもしている。
テレビ朝日系金曜ナイトドラマ『家政夫のミタゾノ』シリーズで共演した女優の山本舞香から“兄貴”と呼ばれ、慕われている。
東宝の富山省吾は、松岡の出演した舞台『スサノオ〜神の剣の物語〜』を観て役者としての華やアクションを評価し、いずれアクション映画をやりたいと考えていたことから『ゴジラ FINAL WARS』に起用したことを語っている。共演した北村一輝も、松岡はダンスで基礎ができていて体が動くため、立ち回りもブレがなくやりやすかったと述懐している。また、共演者のドン・フライは、松岡をエネルギーの塊と評しており、セリフや立ち位置などプロとして素晴らしかったと述べている。
2025年から東京と函館の二拠点生活をしている。

### 家族
父親はスキューバダイバー。母親は松岡の幼少期、内職で木彫りのクマを掘る研修に通っていたが合格できず、それからは「ビデオテープのゴム貼り」をしていた。

## 作品

### TOKIOでの自作曲
※松島茂宏=松岡と城島茂の共同名義。
| 曲名          | 担当                                       | 名義                               | 収録                                       |
| ------------- | ------------------------------------------ | ---------------------------------- | ------------------------------------------ |
| Purple Rouge  | 作詞・作曲                                 | M.A.BO                             | アルバム『Graffiti』                       |
| Midnight Rose | 編曲（吉岡たくとの共同）                   | 松岡昌宏                           | アルバム『glider』                         |
| YOUR ANSWER   | 作曲・編曲（編曲は山原一浩との共同）       | MABO                               | アルバム『Harvest』                        |
| No More Bet   | 作詞・作曲・編曲（編曲は山原一浩との共同） | MABO                               | アルバム『Harvest』                        |
| Autumn        | 作詞・作曲                                 | 松岡昌宏                           | アルバム『17』通常盤初回プレス仕様・通常盤 |
| ロースピード  | 作詞・作曲（作曲は城島茂との共同）         | 松岡昌宏（作詞）、松島茂宏（作曲） | アルバム『17』                             |

### 他アーティストへの提供曲
※Kaoru＝テレビドラマ『家政夫のミタゾノ』で松岡が演じる主人公・三田園薫の名義。
| 曲名            | 提供アーティスト | 担当       | 名義  | 収録                                                               |
| --------------- | ---------------- | ---------- | ----- | ------------------------------------------------------------------ |
| 戯言            | 島茂子           | 作曲       | Kaoru | DVDシングル『戯言』                                                |
| 菖ごころ        | 島茂子           | 作詞       | Kaoru | DVDシングル『戯言』通常盤付属CD                                    |
| Bloom           | Hey! Say! JUMP   | 作詞・作曲 | Kaoru | DVDシングル『愛だけがすべて -What do you want?-』初回限定盤2付属CD |
| Last Mermaid... | Hey! Say! JUMP   | 作詞・作曲 | Kaoru | シングル『Last Mermaid...』                                        |
| area            | Hey! Say! JUMP   | 作詞・作曲 | Kaoru | シングル『area/恋をするんだ/春玄鳥』                               |
| それぞれ。      | Hey! Say! JUMP   | 作詞・作曲 | Kaoru | デジタルEP『P.U!』                                                 |

### 参加作品
| 発売日       | 収録作品 | 名義           | 備考                                       |
| ------------ | -------- | -------------- | ------------------------------------------ |
| 2009年2月4日 | 鏡花水月 | The SHIGOTONIN | 東山紀之、松岡昌宏、大倉忠義によるユニット |

## 出演
グループでの出演はTOKIO#出演を参照。個人出演のみ記載。

### テレビドラマ
- 愛してるよ!先生（1990年7月10日 - 8月28日、TBS）
- 助教授一色麗子 法医学教室の女（1991年7月6日 - 9月7日、日本テレビ、土曜グランド劇場）
- 世にも奇妙な物語「3日間だけのエース」（1991年、フジテレビ）
- おふくろシリーズ8 おふくろに…喝采!（1992年5月8日、フジテレビ、金曜ドラマシアター）
- オレたちのオーレ!（1993年10月14日 - 12月23日、毎日放送）
- 泣きたい夜もある第16回「出発（たびだち）」（1993年、毎日放送） - 彰一 役
- いちご白書（1993年1月11日 - 3月15日、テレビ朝日、月曜ドラマイン） - 芦田洋二 役
- 大忠臣蔵（1994年1月1日、TBS、大型時代劇スペシャル） - 大石主税 役
- 孤独の歌声（1994年3月29日、日本テレビ、火曜サスペンス劇場） - 芳川 役
- 桃太郎侍IIIスペシャル（1994年、テレビ朝日） - 徳川豊千代 役[38]
- 先生はワガママ（1994年7月5日 - 8月30日、朝日放送、火曜ドラマ）
- アリよさらば（1994年4月15日 - 7月1日、TBS） - 中島順一 役[39]
- 大河ドラマ（NHK総合）
  - 花の乱（1994年4月3日 - 12月11日） - 足利義尚 役[40]
  - 秀吉（1996年） - 森蘭丸 役
  - 武蔵 MUSASHI（2003年） - 佐々木小次郎 役[41]
- 私、味方です（1995年1月12日 - 3月23日、TBS）
- おふくろシリーズ11 おふくろの逆襲（1995年、フジテレビ）
- 妻の恋（1995年、NHK総合） - 鈴木勇一 役
- 家族〜あなたは父を愛せますか〜（1995年、TBS） - 浅野裕二 役[42]
- ベストフレンド（1995年、日本テレビ） - 和泉圭太郎 役
- 日本一短い「母」への手紙3（1996年、日本テレビ）
- さすらいの女パチプロ演歌のすみれ登場編（1996年、日本テレビ） - 孝 役
- 天使の仮面（1996年、テレビ朝日）
- ゆずれない夜（1996年、関西テレビ） - 矢場耕一 役[43]
- サイコメトラーEIJI シリーズ（日本テレビ） - 主演・明日真映児 役[44]
  - サイコメトラーEIJI（1997年）
  - サイコメトラーEIJI2（1999年）
  - サイコメトラーEIJI・SP（2000年）
- ナースのお仕事2（1997年、フジテレビ） - 牧原耕太郎 役[45]
- LOVE&PEACE（1998年、日本テレビ） - 主演・堀口建太 役
- 天国に一番近い男 シリーズ（TBS）
  - 天国に一番近い男 MONOカンパニー編（1999年） - 主演・甘粕四郎 役[46]
    - 天国に一番近い男 炎の命がけドラマスペシャル（1999年）
    - さらば天国に一番近い男（2000年）

  - 天国に一番近い男 教師編（2001年） - 主演・隠岐之島和也 役
- ショカツ（2000年、関西テレビ） - 主演・羽村斗馬 役
- ナースマン シリーズ（日本テレビ） - 主演・高沢裕次郎 役[47]
  - ナースマン（2002年）
  - スペシャル ナースマン〜あの男が帰ってきた!!（2004年）
  - ナースマンがゆく（2004年）[48]
- 成りあがり（2002年、フジテレビ） - 主演・矢沢永吉 役
- マンハッタンラブストーリー（2003年、TBS） - 主演・マンハッタンの店長 役[49]
- 明智小五郎VS金田一耕助（2005年2月26日、テレビ朝日） - 主演・明智小五郎 役[50]
- 夜王 〜YAOH〜（2005年、TBS） - 主演・的場遼介 役
  - 夜王 〜YAOH〜（2006年、TBS）連続ドラマ[51]
- 風林火山（2006年、テレビ朝日） - 武田信玄 役[52]
- 信長の棺（2006年、テレビ朝日） - 織田信長 役[53]
- 必殺シリーズ（朝日放送） - 経師屋の涼次 役[2]
  - 必殺仕事人2007（2007年7月7日）
  - 必殺仕事人2009 新春スペシャル（2009年1月4日）
  - 必殺仕事人2009（2009年1月 - 6月）
  - 必殺仕事人2010（2010年7月10日）
  - 必殺仕事人2012（2012年2月19日）
  - 必殺仕事人2013（2013年2月17日）
  - 必殺仕事人2014（2014年7月27日）
  - 必殺仕事人2015（2015年11月29日）
  - 必殺仕事人2016（2016年9月25日）[54]
  - 必殺仕事人（2018年1月7日）[55]
  - 必殺仕事人2019（2019年3月10日）
  - 必殺仕事人（2022年1月9日）[56]
  - 必殺仕事人（2023年1月8日）[57]
  - 必殺仕事人（2023年12月29日） [58]
- 感動ドラマ特別企画 マラソン（2007年、TBS） - 野口洋二 役[59]
- 新・美味しんぼ（フジテレビ） - 主演・山岡士郎 役[60]
  - 新・美味しんぼ（2007年）
  - 土曜プレミアム 新・美味しんぼPART2（2007年）
  - 土曜プレミアム 新・美味しんぼPART3-海原雄山VS究極七人のサムライ!（2009年11月）
- 天と地と（2008年、テレビ朝日） - 長尾景虎 役[61]
- ヤスコとケンジ（2008年、日本テレビ） - 主演・沖ケンジ 役[62]
- 0号室の客「Last Story ロックな男」（2010年2月 - 3月、フジテレビ） - 演出[63]
- 怪物くん シリーズ（日本テレビ） - デモキン/正義くん 役
  - 怪物くん（2010年4月 - 6月）[64]
  - もう帰って来たよ!怪物くん全て新作スペシャル「オオカミ男の嘘編」（2010年6月25日） - 演出を担当[23]。劇中には登場しない。
  - 怪物くん完全新作スペシャル!! （2011年10月15日）[65]
- 高校生レストラン（2011年4月 - 6月、日本テレビ） - 主演・村木新吾 役[19]
- 13歳のハローワーク（2012年1月 - 3月、テレビ朝日） - 主演・小暮鉄平 役[66]
- みをつくし料理帖（2012年9月22日、2014年6月8日、テレビ朝日） - 小松原（小野寺数馬） 役[67]
- 潜入探偵トカゲ（2013年4月 - 6月、TBS） - 寺島秀司 役[68]
- 同窓生〜人は、三度、恋をする〜（2014年7月 - 9月、TBS） - 桜井遼介 役[69]
- 大江戸捜査網2015〜隠密同心、悪を斬る!（2015年1月2日、テレビ東京） - 秋草新十郎 役[70]
- 家政夫のミタゾノ シリーズ（テレビ朝日） - 主演・三田園薫 役/ヤン・スヒョン（第5シリーズのみ） 役
  - 家政夫のミタゾノ 第1シリーズ（2016年10月 - 12月）[71]
  - 家政夫のミタゾノ 第2シリーズ（2018年4月 - 6月）[72]
  - 家政夫のミタゾノ 第3シリーズ（2019年4月 - 6月）[73]
  - 家政夫のミタゾノ 第4シリーズ（2020年4月 - 7月）[74]
  - 家政夫のミタゾノ 第5シリーズ（2022年4月 - 6月）[75]
  - 家政夫のミタゾノ 第6シリーズ（2023年10月 - 12月）[76]
  - 家政夫のミタゾノ 第7シリーズ（2025年1月 - 3月）[77][78]
- 名奉行!遠山の金四郎（2017年9月25日・2018年8月13日[79]、TBS） - 主演・遠山金四郎景元 役'[80]
- 大恋愛〜僕を忘れる君と（2018年10月 - 12月、TBS） - 井原侑市 役[81]
- 死役所（2019年10月 - 12月、テレビ東京） - 主演・シ村 役[18]
- 密告はうたう 警視庁監察ファイル（2021年8月 - 9月、WOWOWプライム） - 主演・佐良正輝 役[82]
  - 密告はうたう2 警視庁監察ファイル（2024年8月 - 9月、WOWOWプライム）[83][84]
- サムライカアサン 第2話（2021年10月19日、日本テレビ）[85]
- 逃亡医F（2022年1月15日 - 3月19日、日本テレビ） - 八神拓郎 役[86]
- 俺の可愛いはもうすぐ消費期限!? 第5話（2022年5月15日、テレビ朝日） - 三田園薫 役
- 今日からヒットマン 第4話（2023年11月17日、テレビ朝日） - 三田園薫 役

### 映画
- ゴジラ FINAL WARS（2004年） - 主演[87]・尾崎真一 役[6]
- 怪物くん（2011年） - デモキン 役[88]

### ラジオ
- TOKIOナイトCLUB 「M.A.B.O.」（ニッポン放送）
- 松岡昌宏のオールナイトニッポン（ニッポン放送）
- TOKIO WALKER（2018年5月13日 - 2021年3月28日、NACK5）[89]
- 松岡昌宏の彩り埼先端（2021年4月4日 -、 NACK5）

### バラエティ
- 学校では教えてくれないこと!!（1995年4月 - 9月、フジテレビ）
- なるほど!ザ・ワールド（1995年4月11日 - 1996年3月26日、フジテレビ）
- はなきんデータH（1995年4月21日 - 1996年3月22日、テレビ朝日）
- 川柳役者（1996年4月4日 - 9月26日、TBS）
- 世界まる見え!テレビ特捜部（1996年6月24日 - 8月12日、日本テレビ）
- P-STOCK（1996年7月23日 - 1997年3月28日、フジテレビ）
- タモリの新・哲学大王!（1997年4月16日 - 9月17日、フジテレビ）
- 恋するアミパラ（1998年10月3日 - 1999年3月27日、テレビ朝日）
- 愛と誠（番組内コーナー「ナインハーフ」）（2003年、TBS）
- トーキョーライブ22時 〜ニチヨルまったり生放送中〜（2014年10月 - 2015年9月、テレビ東京）
- 〜突撃!はじめましてバラエティ〜イチゲンさん（2015年10月 - 2017年3月、テレビ東京）
- 二軒目どうする?〜ツマミのハナシ〜（2017年4月 - 、テレビ東京）[90]
- 発見!タカトシランド（北海道文化放送）
  - 2024年9月27日 - 八軒・琴似エリアでお宝店を発見! SP
  - 2024年10月4日 - 山鼻エリアでお宝店を発見! SP
  - 2025年8月15日 - 札幌移住計画のススメ! SP
  - 2025年8月22日 - 札幌駅北エリアでお宝店を発見! SP
- 徹子の部屋（2025年5月7日、テレビ朝日） [91]
  - 2015年1月より、毎年1月に大竹まこと、梅沢富美男と共にユニット「松竹梅」のメンバーとして出演している（司会の黒柳徹子による発案）
- ザ!鉄腕!DASH!!（2025年6月29日 - 、日本テレビ）※番組放送開始の1995年11月2日から2025年6月22日まではTOKIOメンバーとして出演していた。

### 特番
- 彼方にはフロンティア アメリカに橋を架けたスゴイ奴〜広井勇・青春編（1997年2月1日、日本テレビ） - リポーター主演
- 勇者のスタジアム・プロ野球好珍プレー（2001年9月27日、日本テレビ） - MC[92]
- 世界がもし100人の村だったら（フジテレビ）
- 5分で解けるトリックストーリー（TBS）
- 10分BOX（2012年4月11日、フジテレビ）

### テレビアニメ
- こどものおもちゃ 第1話（1996年、テレビ東京） - 松岡昌宏（本人） 役 ※アニメオリジナルキャラクター

### 劇場アニメ
- ヘラクレス（1997年） - 主演・ヘラクレス 役（吹き替え）[93]

### CM
- コカ・コーラ「煌（ふぁん）」（ウーロン茶飲料）
- 日清食品「日清ラ王」
- ケンタッキーフライドチキン
- Yakult「タフマン」
- キャドバリー・ジャパン「リカルデント」
- Panasonic「けむり当番・ねつ当番」（住宅用火災警報器）
- LION「PRO TEC HEAD」「PRO TEC STYLE」
- 参天製薬「サンテFXネオ」
- サッポロビール
  - 「サッポロクラシック」（2014年1月 - 、オクラホマと共演）[94][95]
  - 「サッポロ レモン・ザ・リッチ」（2019年4月 - ）[96]
- 日清製粉グループ本社「日清 いろいろつくれるから揚げ粉」（2016年4月 - ）[97]
- ホーユー「メンズビゲン」（2019年3月 - ）[98]
- スクウェア・エニックス WAR OF THE VISIONS ファイナルファンタジー ブレイブエクスヴィアス 幻影戦争「人生の選択 松岡昌宏」篇（2021年12月22日 - ）[99]
- ベルテックス「カコオレに感謝」篇（2022年1月8日 - ）[100]

### 舞台
- 聖闘士星矢（1991年8月、青山劇場）
- MASK（1992年5月、日生劇場）
- PLAYZONE2001 新世紀 EMOTION （2001年7月14日 - 8月8日、青山劇場 / 8月13日 - 17日、フェスティバルホール）- 井ノ原快彦、大野智とトリプルキャスト[101]
- スサノオ〜神の剣の物語〜（2002年5-6月、劇団☆新感線プロデュース）
- TRUE WEST（2004年5月、東京グローブ座・NHK大阪ホール） - 大野智との兄弟役[102]
- JAILBREAKERS〜ジェイルブレイカーズ〜（2006年10月6日 - 23日、東京グローブ座 / シアターBRAVA!）[103]
- KANSAI SUPER SHOW 太陽の船（2007年1月13-14日、東京ドーム） - 主演[104]
- 灰色のカナリア（2012年6月8日 - 7月1日、東京グローブ座 / 7月4日 - 9日、森ノ宮ピロティホール）[105]
- ロスト・イン・ヨンカーズ（2013年10-11月、パルコ劇場・キャナルシティ劇場・多賀城市民会館・森ノ宮ピロティホール・稲沢市民会館・KAAT神奈川芸術劇場）
- ダニーと紺碧の海（2017年5月13日 - 21日、紀伊國屋ホール / 5月28日・29日、兵庫県立芸術文化センター） - ダニー 役[106]
- 江戸は燃えているか TOUCH AND GO（2018年3月3日 - 26日、新橋演舞場） - 平次 役[107]
- 新・6週間のダンスレッスン（2018年9月29日 - 10月21日、よみうり大手町ホール / 10月26日・27日、北國新聞赤羽ホール / 10月30日・31日、ももちパレス大ホール / 11月3日・4日、サンケイホールブリーゼ） - マイケル 役[108]
- 東京ゴッドファーザーズ（2021年5月12日 - 30日[注釈 2]、新国立劇場小劇場 / 6月4日 - 6日、穂の国とよはし芸術劇場PLAT 主ホール / 6月11日・12日、兵庫県立芸術文化センター 阪急中ホール / 6月17日・18日、高崎芸術劇場 スタジオシアター）[110]
- 家政夫のミタゾノ THE STAGE 〜お寺座の怪人〜（2022年11月17日 - 27日、EX THEATER ROPPONGI / 12月3日・4日、森ノ宮ピロティホール） - 主演・三田園薫 役[17]
  - 家政夫のミタゾノ THE STAGE レ・ミゼラ風呂（2025年5月16日 - 6月8日、EX THEATER ROPPONGI / 6月13日 - 17日、森ノ宮ピロティホール / 6月21日・22日、七尾市文化ホール / 6月28日・29日、東海市芸術劇場 大ホール / 7月5日・6日、上野学園ホール / 7月12日・13日、名取市文化会館 大ホール）[111]

### ゲーム
- PlayStation 2ソフト「玻璃ノ薔薇」（2003年11月6日発売、カプコン） - 主人公・影谷貴史のモーションアクター、声優[112]

### PV
- Hey! Say! JUMP「愛だけがすべて -What do you want?-」（2019年）[113]